# Gura Văii, Arad
Gura Văii este un sat în comuna Pleșcuța din județul Arad, Crișana, România.
Satul este la 7 km de Comuna Gurahont si la 2 km de satul Rostoci, Comuna Plescuta si mai este si la 29 km de Judetul Hunedoara

## Galerie de imagini

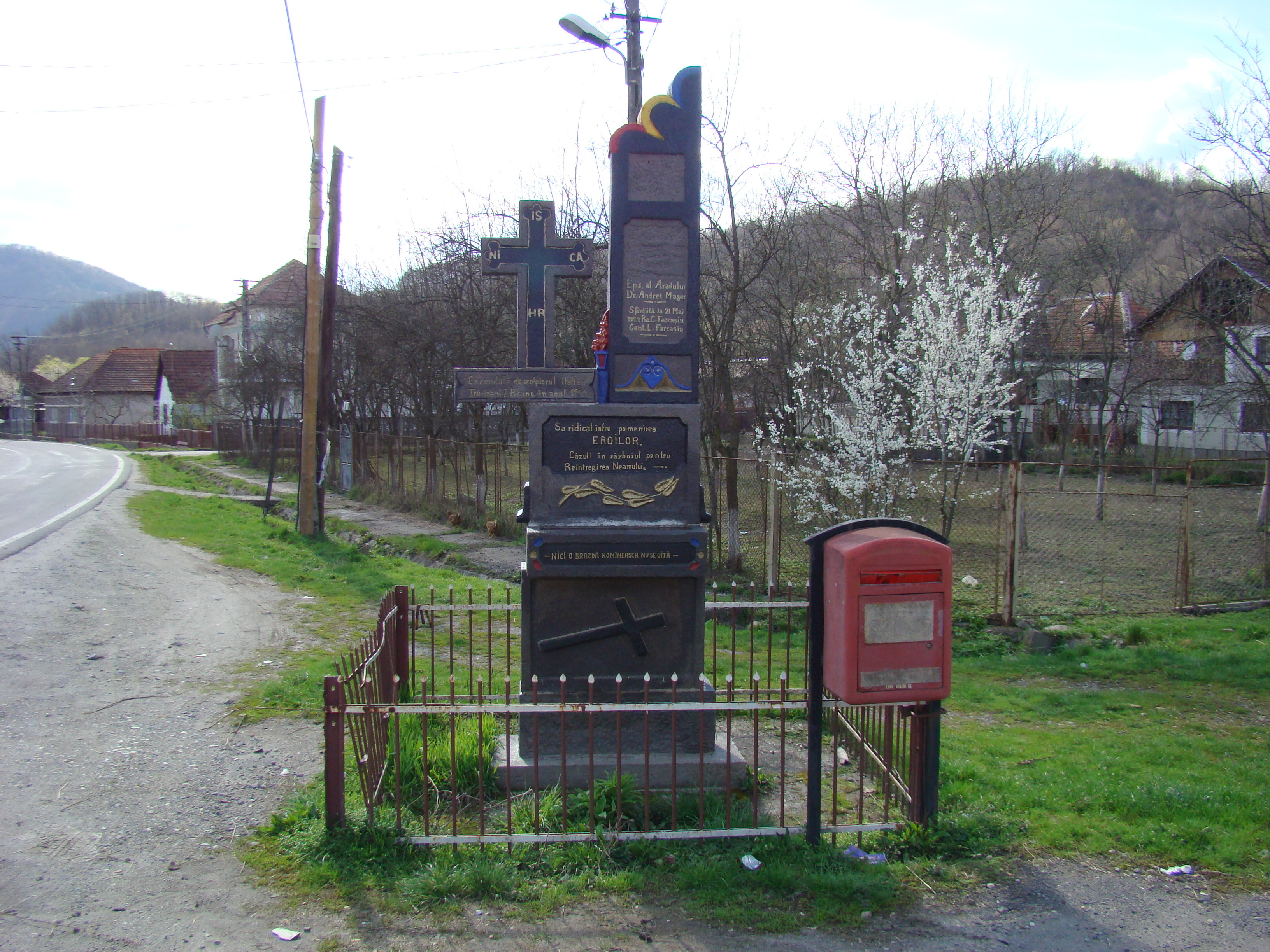
Monumentul Eroilor